# Roanoke Dazzle 2004-2005
La stagione 2004-05 dei Roanoke Dazzle fu la 4ª nella NBA D-League per la franchigia.
I Roanoke Dazzle arrivarono quarti nella NBA D-League con un record di 26-22. Nei play-off persero la semifinale contro i Columbus Riverdragons (1-0).

## Roster
| N° | Naz.                               | Ruolo | Sportivo          | Anno | Alt. | Peso |
| -- | ---------------------------------- | ----- | ----------------- | ---- | ---- | ---- |
| 0  | Stati Uniti (bandiera)             | A     | James Thomas      | 1980 | 203  | 107  |
| 3  | Stati Uniti (bandiera)             | G     | Antoine Landry    | 1982 | 180  | 73   |
| 4  | Stati Uniti (bandiera)             | C     | Sean Finn         | 1982 | 213  | 109  |
| 5  | Stati Uniti (bandiera)             | A     | Seth Doliboa      | 1980 | 203  | 102  |
| 5  | Stati Uniti (bandiera)             | G     | Mike King         | 1978 | 193  | 82   |
| 6  | Stati Uniti (bandiera)             | A     | George Williams   | 1981 | 203  | 100  |
| 7  | Stati Uniti (bandiera)             | G     | Cory Alexander    | 1973 | 185  | 84   |
| 9  | Corea del Sud (bandiera)           | G     | Bang Seong-yun    | 1983 | 196  | 88   |
| 10 | Stati Uniti (bandiera)             | G     | Miah Davis        | 1981 | 185  | 82   |
| 13 | Stati Uniti (bandiera)             | G     | Matt Carroll      | 1980 | 198  | 96   |
| 15 | Stati Uniti (bandiera)             | C     | Kevin Owens       | 1980 | 208  | 104  |
| 19 | Stati Uniti (bandiera)             | C     | Casey Sanders     | 1979 | 211  | 98   |
| 22 | Stati Uniti (bandiera)             | G     | Antoine Landry    | 1982 | 180  | 73   |
| 23 | Stati Uniti (bandiera)             | G     | Garry Hill-Thomas | 1982 | 193  | 91   |
| 23 | Stati Uniti (bandiera)             | A     | Terrence Shannon  | 1979 | 201  | 84   |
| 24 | Stati Uniti (bandiera)             | G     | Terrence Hill     | 1982 | 196  | 79   |
| 25 | Stati Uniti (bandiera)             | A     | Isiah Victor      | 1978 | 206  | 100  |
| 33 | Giamaica (bandiera)                | A     | Sherman Gay       | 1982 | 201  | 88   |
| 52 | Isole Vergini Americane (bandiera) | C     | Kitwana Rhymer    | 1978 | 208  | 116  |

## Staff tecnico
- Allenatore: Kent Davison
- Vice-allenatore: Chucky Brown
- Preparatore atletico: Janece Risty